# Inverted
Inverted war eine schwedische Death-Metal-Band aus Göteborg.

## Geschichte
Im Jahr 1991 gründete Sänger Joakim Almgren gemeinsam mit den Gitarristen Lars-Hakan Svensson und Mats Blomberg, Schlagzeuger Kristian Hasselhuhn und Bassisten Dan Bengtsson das Metal-Projekt Inverted. Im selben Jahr noch veröffentlichte die Band ihre erste Demo Tales of Esteban. In derselben Aufstellung spielte die Band 1993 auch ihre zweite Demo Heaven Defied ein und unterschrieb einen Plattenvertrag mit Wild Rags Records. 1994 begann Inverted mit den Aufnahmen für ihre erste EP Revocation of the Beast.
Für die Aufnahmen für ihr erstes Studioalbum The Shadowland wechselte die Band 1995 zum belgischen Plattenlabel Shiver. Den Gesang übernahm vorerst Henric Heed, der Bass wurde von Exempt-Bassist Joel Andersson eingespielt. Nach einem radikalen Besetzungswechsel wurde 1997 mit den Aufnahmen für das zweite Studioalbum There Can Be Only One begonnen. Neuer Frontmann war Patrik Svensson, die Gitarre übernahm Johan Ohlsson.
Anfang 1998 übernahm Stefan Lundberg den Gesang und Mitte des Jahres löste sich Inverted auf. Lundberg, Ohlsson und Andersson schlossen sich mit Gitarrist Robert Tyborn Axt und Supreme Majesty-Schlagzeuger Joakim Unger zusammen und gründeten die Band Immersed in Blood, die im Februar 1999 ihre erste Demo Eine Kleine Deathmusik aufnahm.

## Diskografie

### Studioalben
- 1997: There Can Be Only One
- 1995: The Shadowland

### EPs
- 1994: Revocation of the Beast

### Demos
- 1993: Heaven Defied
- 1991: Tales of Estaban

### Singles
- 1995: Sorrow of the Burning Wasteland/Diabolical Ceremonies (7"-Split mit Centinex)
- 1995: Empire of Darkness (7"-Single)